# Юрченко Андрій Іванович
Андрій Іванович Юрченко (нар. 29 червня 1926, Ягубець, Христинівський район, Київська область, УРСР — пом. 25 серпня 2007, Москва, Росія) — радянський футболіст, виступав на позиції захисника.

## Життєпис
Після закінчення війни Андрій став виступати за клуб МВО. З 1948 по 1952 рік він зіграв не менше 40 матчів. У 1953 році команду розформовано й Юрченко перейшов у ленінградське «Динамо». За сезон він зіграв 8 матчів і в 1954 році переїхав у московське «Динамо». Дебютував у складі 7 травня в матчі 7-го туру проти куйбишевських «Крил Рад». З «Динамо» Андрій став трьократним чемпіоном СССР і фіналістом Кубку СССР. Всього за «біло-голубих» Юрченко зіграв 19 матчів, 14 в чемпіонаті та 5 в Кубку.

## Досягнення
«Динамо» (Москва)
- Вища ліга СРСР
  -  Чемпіон (3): 1954, 1955, 1957